# صفة متنحية

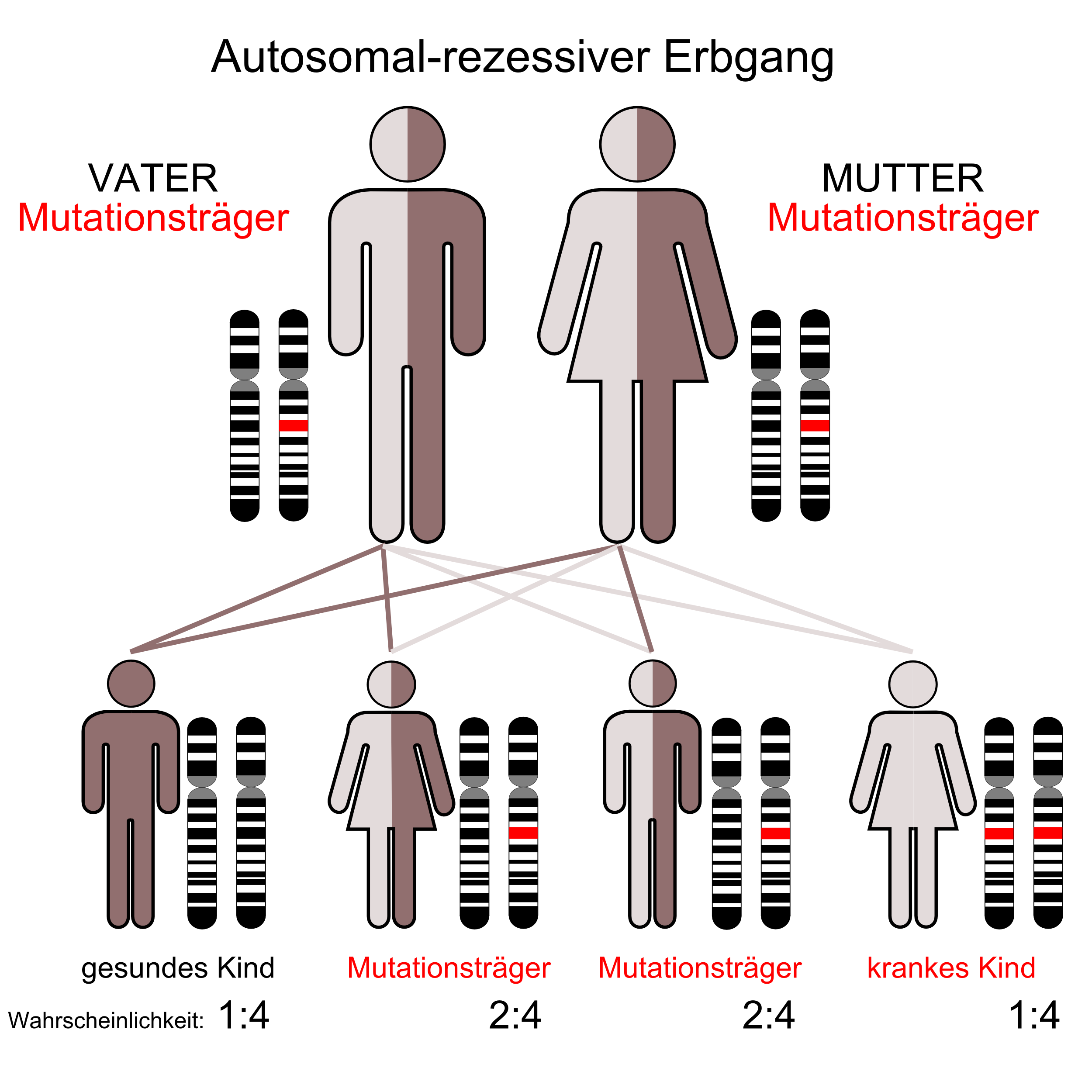

الصفة المتنحية (بالإنجليزية: Recessive trait) هو مصطلح يُستخدم في علم الوراثة للدلالة على الصفة التي تظهر عند اجتماع اثنين من الألائل المتنحيات، ولا يمكن أن يظهر عند وجود أليل واحد متنحي، وذلك لأن الأليل السائد يطغى على المتنحي ويظهر صفات الجين السائد. حيث أن الصفة الوراثية السائدة تظهر على الجيل الناتج من تزاوج صفة سائدة وأخرى متنحية، بينما تتنحى الصفة المتنحية عن الظهور في الجيل الأول وقد تظهر في أجيال لاحقة تحت شروط معينة. ونتيجة لذلك يكون ظهور الصفة السائدة أكثر عند الكائنات الحية من ظهور الصفات المتنحية. يرمز للصفة المتنحية دائماً بالأحرف الصغيرة مثل: (t ،h ،b ،e).
وإذا تزاوج شخصين والاثنان من الصفة الوراثة المتنحية مثلا ذكر ذات عيون زرقاء مع أنثى ذات عيون زرقاء فالنتيجة 100% طفل ذات العيون الزرقاء وتعتبر هذه الصفة صفة متنحية.

## الفرق بين الصفة السائدة والمتنحية
الصفة السائدة عكس الصفة المتنحية، فوجود أليل واحد فقط داخل الصفة تكون كافية لظهور الصفة السائدة. أما الصفة المتنحية فلا يمكن أن تظهر إلا بعدم وجود أي أليل سائد، لذلك لا تظهر الصفة المتنحية إلا بوجود أليلان متنحيان. يرمز للصفة السائدة بالأحرف الكبيرة (T)، والصفة المتنحية (t). الصفة المتنحية لا يوجد منها إلا شكل جيني واحد (a،a)، أما الصفة السائدة فيوجد منها شكلان جينيان أحدهما نقي (A،A)، والآخر غير نقي (هجين) (A،a).

### تأثيرها على الصفات
الابن دائما يكون من الاب والام لذك ستكون الصفة التي فيه مشتركة بين الوالدين، فمثلا صفة العين الزرقاء تكون قد تأثرت من الوالدين فاما تكون الصفة نقية أي من الوالدين أو هجينة أي اختلفت صفتان في الأب والام ولكن الصفة التي ظهرت هي التي سادت فتكون سائدة.

## أمثلة توضيحية
تتخزن الصفات الوراثية في الخلية وبالتحديد في الكروموسومات الموجودة في نواة الخلية، وتتكون الكروموسومات من زوجين وكل زوج يحمل نفس الصفة ولكن زوج يكون من الأب وزوج من الأم، فتتكون من ثلاثة أنواع فإما أن يكونا:
1. كلاهما صفة سائدة يحملان رمز الحروف الكبيرة (BB)
2. أو كلاهما صفة متنحية يحملان رمز الحروف الصغير (bb)
3. أو أن تكون واحدة تحمل صفة سائدة والأخرى تحمل صفة متنحية فيحملان رمز (Bb)

- ففي الحالة الأولى تسمى الصفة التي ورثت صفة نقية لانها تحتوي على زوجين من نفس النوع وهما سائدين فتظهر الصفة في الشخص وتورث للابناء.
- أما في الحالة الثانية فهي تحمل نفس الصفاة أيضاً وهما صفتين متنحيتين هذه أيضاً تظهر في الابن، ولكن احتمال ان تختفي في الأحفاد أو لا تظهر
- ولكن في الحالة الثالثة تكون صفة جاءت من الأب وصفة من الأم أو العكس، وتكون صفة متنحية والأخرى سائدة فتسود الصفة السائدة وتختفي المتنحية ولكن قد تظهر المتنحية في الأحفاد مع توافق الشروط وتسمى صفة هجينة عكس النقية.

## أمثلة
لو قلنا أن العين الزرقاء هي صفة متنحية، والعين السوداء هي الصفة السائدة فلو انجبا طفل عينهُ سوداء فاما ستكون جيناته تحمل صفة نقية أو هجينة، فاذا كانت نقية سيكون زوجا الكروموسومات لصفة العيون السوداء أو إذا كانت صفة هجينة سيكون زوجا الكروموسومات مختلفة زوج من الأب وزوج من الام أو العكس فستظهر الصفة السائدة هي صفة العيون السوداء، ولكن إذا كان المولود عيناه زرقاوتان فنسبة 100% أن جيناته تحمل صفتان متنحيات فلا يسود شيء عليهما وتكون العينان زرقاوتان.

## الأمراض الوراثية وانتقالها للأبناء
يحمل الأب كروموسوم XY والأم XX وهو آخر زوج من الكروموسومات يحدد جنس المولود البشري إذا ما كان ذكراً أو أنثى، ولكن تكمن الفكرة في آلية عمل هذه الكروموسومات تحديداً حيث يحمل كروموسوم X.
الصفات المنوطة به حملها أو تخزينها، بينما الكروموسوم Y خامل لا يحمل أو يخزن أي صفات وراثية، وبسبب ذلك يكون الأب إما حامل للمرض وراثياً أو سليم، بينما الأم قد تكون حاملة للمرض أو سليمة أو مصابة
والسبب هنا في الأم يعود لأليل X فقد يحمل صفة وراثية (مرضية على سبيل المثال) سائدة فيكون رمزة XX أو صفة متنحية xx أو حاملة للمرض أو الصفة بدون ان تظهر عليها أي اعراض وتكون Xx.
أمَّا الاب بسبب خمول أليل Y فهو لا يملك سوى أليل X فيورث للأبناء إمَّا X أو x من جانبة والبقية من جانب الأم.[بحاجة لمصدر]

### تجربة على مربع بانيت
لو كانت صفة التحام شحمة الأذن هي صفة سائدة وشحمة الأذن غير الملتحمة هي صفة متنحية.
وتزوج شخص شحمة أذنه ملتحمة بصفة هجينة بزوجة شحمة أذنيها غير ملتحمتين، فكيف سيكون الجيل التالي من الأبناء مع النسبة.

#### شحمة الأذن غير الملتحمة: صفة متنحية
نستنتج أن:
- رمز كروموسوم الاب: Bb لأن الصفة التي فيه هجينة وليست نقية
- اما الام فرمز جيناتها: bb لأن الصفة التي فيها صفة متنحية نقية

مربع بانيت:
|            |   | جينات الاب |    |
| جينات الام |   | B          | b  |
| جينات الام | b | Bb         | bb |
| جينات الام | b | Bb         | bb |

لذلك نستنتج التالي:
- نسبة الأولاد الذين ستكون شحمة أذنهم ملتصقة ولكن بصفة هجينة هي:50%
- ونسبة ظهور شحمة الأذن المنفصلة هي: 50% أيضاً

فنصف الأولاد سيحملون صفه شحمة الأذن المنفصلة. والنصف الآخر سيحمل صفة شحمة الأذن الملتصقة.